# جون روبرتسون (لاعب كرة قدم)
جون روبرتسون (بالإنجليزية: John Robertson)‏ (2 أكتوبر 1964 بإدنبرة في المملكة المتحدة - ) هو مدرب كرة قدم ولاعب كرة قدم بريطاني في مركز الهجوم. شارك مع منتخب اسكتلندا لكرة القدم. أما مع النوادي، فقد لعب مع نادي دندي ونيوكاسل يونايتد وهارت أوف ميدلوثيان ونادي ليفينغستون لكرة القدم.

## مسيرته الكروية
لعب جون روبرتسون خلال مسيرته الاحترافية مع 4 أندية في واحد وعشرون موسمًا وسجل خلالها 224 هدف ضمن 571 مباراة. حيث فاز في موسم واحد بالكأس ولم يفز بأي دوري.
خاض جون روبرتسون مسيرته مع نادي هارت أوف ميدلوثيان في موسم 1981–82 في المرة الأولى ليلعب معه ثمانية مواسم ثم في موسم 1989–90 ليلعب معه تسعة مواسم، مشاركًا طوالها في 514 مباراة سجل خلالها 209 هدف. ثم انتقل إلى نادي نيوكاسل يونايتد في موسم 1988–89 لمدة موسم واحد، حيث شارك في 12 مباراة ولم يسجل أي هدف. لينتقل بعدها إلى نادي دندي في موسم 1997–98 لمدة موسم واحد، مشاركًا في 4 مباريات سجل خلالها هدفًا واحدًا. ثم انتقل إلى نادي ليفينغستون لكرة القدم في موسم 1998–99 ولمدة موسمين، مشاركًا في 41 مباراة سجل خلالها 14 هدفًا.

## وصلات خارجية
- جون روبرتسون على موقع الاتحاد الأوربي (الإنجليزية)
- جون روبرتسون على موقع قاعدة بيانات كرة القدم.إي يو (الإنجليزية)
- جون روبرتسون على موقع ناشيونال فوتبول تيمز (الإنجليزية)
- جون روبرتسون على موقع Soccerbase.com (لاعب) (الإنجليزية)
- جون روبرتسون على موقع Soccerbase.com (مدرب) (الإنجليزية)
- جون روبرتسون على موقع عالم كرة القدم.نت (الإنجليزية)